# 酒井忠当
酒井 忠当（さかい ただまさ）は、江戸時代初期の大名で、出羽庄内藩の第2代藩主。酒井左衛門尉家第8代当主。

## 生涯
忠当は出羽庄内藩主であった酒井忠勝の長男として、元和3年（1617年）に生まれた。母は忠勝の正室である鳥居忠政の娘あるいは側室の花の丸殿と言われている。
家督相続前の正保3年（1646年）に発生した酒井長門守一件では、叔父・忠重が自身の子・忠広に庄内藩を継承させるために忠当を廃嫡させようとしており、このため家老・高力喜兵衛が追放されている。しかし、廃嫡される前に父・忠勝が死去し、老中で忠当の舅であった松平信綱の裁定により、忠当は無事家督を相続することが決まった。
正保4年（1647年）12月11日に家督を継いだ忠当は藩主となった後、承応2年（1653年）に2万両を送って忠重を義絶している。また、弟の忠恒に出羽松山藩2万石を、忠解に出羽大山藩1万石を分知している。
万治3年（1660年）2月9日、庄内において死去した。享年44。家督は嫡男・忠義が継いだ。

## 系譜
- 父：酒井忠勝
- 母：鳥居忠政の娘あるいは花の丸殿
- 正室：千万 - 松平信綱の長女
  - 長男：酒井忠義（1644-1681）
- 養子
  - 女子：堀直輝正室 - 松平正綱の娘